# Cécile Narinx
Cécile Narinx (Maastricht, 15 juni 1970) is een Nederlands journaliste.
Narinx studeerde in 1994 af aan de School voor Journalistiek. In 1997 werd ze redacteur van de Nederlandse Elle en in 2004 hoofdredacteur. In 2014 kreeg ze die functie bij de Nederlandse uitgave van Harper's Bazaar, een blad dat door haar toedoen opnieuw in Nederland verscheen, na twee edities (1986-1989 Geïllustreerde Pers, VNU en 1991-1992 vanuit Burda Hearst) voor Nederland en België. In 2018 werd ze mode-hoofdredacteur bij de Volkskrant. Eerder schreef ze voor dezelfde krant de rubriek 'Stijladvies', samen met Arno Kantelberg.
Van maart 2023 tot juli 2024 was ze hoofdredacteur van de Limburgse radio- en televisiezender L1. Op 12 juli 2024 werd bekendgemaakt dat ze L1 per direct zou verlaten. Eerder waren er berichten verschenen in De Limburger over het gebrek aan vertrouwen dat Narinx binnen de organisatie genoot. Zo zou er sprake zijn van een angstcultuur en werd haar een gebrek aan visie verweten. Ook zou ze te weinig op de redactie aanwezig zijn. Vanaf april 2025 is ze seniorredacteur en speechschrijver voor de gemeente Maastricht.
In 2012 verscheen haar boek Geluk is een jurk: de modewereld van binnenuit. In dat jaar deed ze mee aan de televisiequiz De Slimste Mens en in 2016 aan het spelprogramma Wie is de Mol? Ze was jurylid in het eerste seizoen van Project Catwalk. Voor het in 2024 uitgezonden seizoen van Kloostergasten leefde Narinx enkele dagen samen met kloosterlingen.